# Lijst van oorlogsmonumenten in Twenterand
De Nederlandse gemeente Twenterand heeft 8 oorlogsmonumenten. Hieronder een overzicht.
| Nr.                             | Object                                 | Herdachte groep | Ontwerper                                                                  | Onthulling      | Type               | Locatie                    | Plaats                                    | Coördinaten                   | Foto              |
| ------------------------------- | -------------------------------------- | --- | -------------------------------------------------------------------------- | --------------- | ------------------ | -------------------------- | ----------------------------------------- | ----------------------------- | ----------------- |
| 1133                            | Exhortare                              | militairen in dienst van het Ned. Kon. na 1945, geallieerde militairen, militairen in dienst van het Ned. Kon. 1940-1945, burgerslachtoffers, vervolgden Nederland, verzet Nederland | Jan-Carel Koster                                                           | 5 april 2016    | beeld/sculptuur    | Manitobaplein, 7671 GM     | Vriezenveen                               | 52° 24' 33" NB, 6° 37' 29" OL | Meer afbeeldingen |
| 1136                            | Monument voor Vrede, Vrijheid en Recht | algemeen | Kees Huigen (01-05-1952)                                                   | 12 april 1990   | overig             | Vredesplein 4, 7681 JG     | Vroomshoop                                | 52° 27' 43" NB, 6° 33' 59" OL |                   |
| 1837                            | Oorlogsmonument                        | militairen in dienst van het Ned. Kon. na 1945, verzet Nederland | Janny Brugman-de Vries, Jan Jans (1893-1963)                               | 6 december 1947 | gedenksteen        | Zonnedauwstraat 1, 7676 CA | Westerhaar                                | 52° 27' 37" NB, 6° 37' 14" OL |                   |
| 1923                            | Oorlogsmonumenten                      | geallieerde militairen, burgerslachtoffers, vervolgden Nederland, verzet Nederland, militairen in dienst van het Ned. Kon. 1940-1945                                                 | Titus Leeser (1903-1996) (plaquette), Kees Huigen (01-05-1952) (sculptuur) |                 | plaquette          | Grotestraat, 7683 BA       | Den Ham                                   | 52° 27' 51" NB, 6° 29' 29" OL |                   |
| 2987                            | Bevrijdingsplaquette                   | algemeen, burgerslachtoffers, verzet Nederland |                                                                            | 5 april 2005    | plaquette          |                            | Vroomshoop                                | 52° 27' 41" NB, 6° 34' 15" OL |                   |
| 3246                            | Geallieerd erehof                      | geallieerde militairen |                                                                            |                 | begraafplaats/graf | Weemestraat, 7671 EH       | Vriezenveen                               | 52° 24' 45" NB, 6° 37' 9" OL  |                   |
| 3271                            | Vriezenveen, herdenkingsmonument       | overig |                                                                            |                 | gedenkbank         |                            | Vriezenveen                               | 52° 24' 45" NB, 6° 37' 33" OL |                   |
| 4035                            | Monument voor de Australische piloot   | geallieerde militairen | Luuks Kamphuis, P.C. Meijer (architect)                                    | 16 mei 2003     | gedenksteen        | Janmansweg 1, 7683SG       | Den Ham                                   | 52° 28' 24" NB, 6° 28' 46" OL | Meer afbeeldingen |
| Dit oorlogsmonument op Wikidata | Stolpersteine                          | vervolgden Nederland | Gunter Demnig                                                              |                 | reliëf             |                            | Zie Lijst van Stolpersteine in Twenterand |                               |                   |

Almelo ·
Borne ·
Dalfsen ·
Deventer ·
Dinkelland ·
Enschede ·
Haaksbergen ·
Hardenberg ·
Hellendoorn ·
Hengelo ·
Hof van Twente ·
Kampen ·
Losser ·
Oldenzaal ·
Olst-Wijhe ·
Ommen ·
Raalte ·
Rijssen-Holten ·
Staphorst ·
Steenwijkerland ·
Tubbergen ·
Twenterand ·
Wierden ·
Zwartewaterland ·
Zwolle